# Caroline Norton
Caroline Elizabeth Sarah Norton (London, 1808. március 22. – London, 1877. június 14.) angol írónő, Richard Brinsley Sheridan drámaíró unokája.

## Életútja
Apja, Thomas Sheridan színész és katona volt. Caroline húszéves korában nőül ment Lord Grantley fivéréhez, George Chapple Nortonhoz, de házasságuk szerencsétlen volt, és 1836-ban egy botrányos per után elváltak. Norton 1877-ben másodszor is férjhez ment Sir William Stirling-Maxwellhez, de nemsokára rá meghalt.

## Nevezetesebb munkái
- The undying one (1830)
- The dream (1840)
- The child of the islands (1845)
- Aunt Carry's ballads (1847)
- Lost and saved (1863)
- Old sir Douglas (1867)
- The rose of Jericho (1870)